# The Pied Pipers
Pour les articles homonymes, voir The Pied Piper.

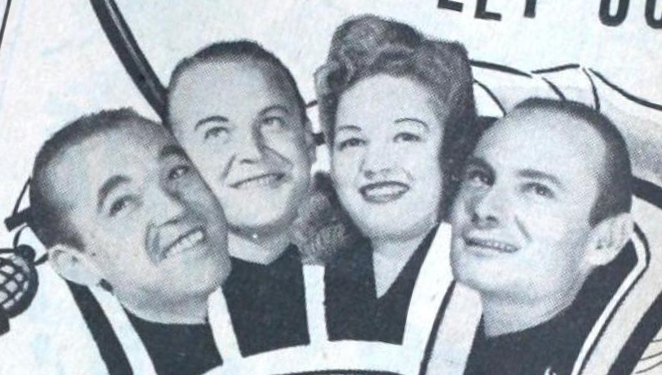
Extrait d'une publicité dans le magazine Billboard, 1945.

The Pied Pipers est un groupe vocal américain des années 1930 et 1940, constitué à l'origine de huit chanteurs : Jo Stafford des Stafford Sisters, John Huddleston, Hal Hopper, Chuck Lowry, Bud Hervey, George Tait, Woody Newbury et Dick Whittinghill (qui avait appartenu précédemment aux Four Esquires et aux Three Rhythm Kings).

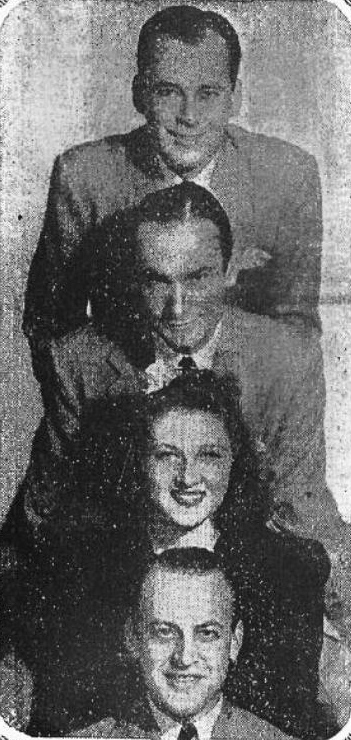
Le groupe en 1943

Découverts par Paul Weston et Axel Stordahl, arrangeurs du big band de Tommy Dorsey, ils débutent dans l'émission radiophonique de ce dernier, retransmise depuis New York, mais sont remerciés au bout de six semaines par le sponsor qui n'apprécie pas leur style. Ils ont néanmoins le temps d'enregistrer deux disques pour RCA Victor Records avant de retourner en Californie.
À Los Angeles, le groupe se réduit à quatre : Jo Stafford, John Huddleston (son mari), Chuck Lowry et un nouveau venu, Billy Wilson, remplacé en 1939, par Clark Yocum. C'est sous cette nouvelle forme qu'ils se produisent à nouveau avec Tommy Dorsey à Chicago.
En 1940, ils enregistrent I'll Never Smile Again avec le nouveau chanteur engagé par Dorsey, Frank Sinatra (issu du quatuor vocal The Hoboken Four), qui deviendra un succès. Dix autres suivront dont There Are Such Things. Après une brouille avec Dorsey en 1942, ils signent avec le label Capitol Records où ils retrouvent Paul Weston, qui devient leur arrangeur attitré. Huddleston, qui a divorcé de Stafford, rejoint les forces armées de la Seconde Guerre mondiale. Il est remplacé par Hal Hopper.

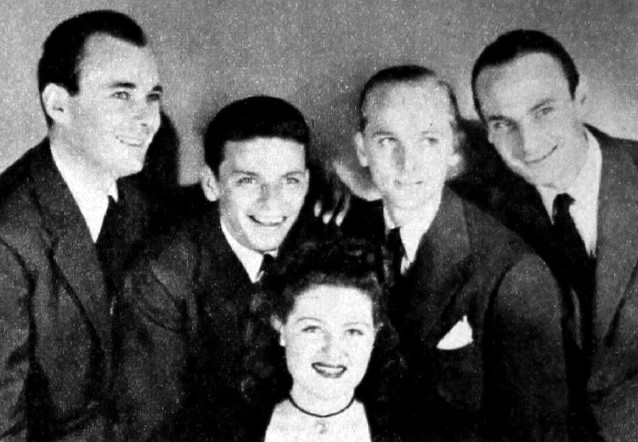
Sinatra et les Pied Pipers,1939

En 1944, Jo Stafford, qui a déjà remporté un succès en 1941 avec Yes Indeed, décide de poursuivre une carrière solo (elle a entre-temps épousé Paul Weston). June Hutton du groupe The Stardusters la remplace.
Dans les années qui suivent, douze des chansons du groupe sont classées au hit-parade, parmi lesquelles Dream et My Happiness  en 1948 (reprise plus tard par Connie Francis). Ils continuent parallèlement une collaboration ponctuelle avec Frank Sinatra de 1945 à 1947.
En 1950, June Hutton est remplacée par Sue Allen puis Virginia Marcy. Le groupe fait son entrée au Vocal Group Hall of Fame en 2001.